# Борчукова, Марина Анатольевна
Марина Анатольевна Борчукова; 25 июля 1981, Бородино, Красноярский край) — российская биатлонистка, серебряный призёр чемпионата мира по летнему биатлону, призёр чемпионата России и чемпионата Европы среди юниоров по биатлону. Мастер спорта России.

## Биография
Воспитанница Бородинской ДЮСШ, первый тренер — Светлана Калиновская, также тренировалась под руководством А. В. Ромасько. Выступала за команду Вооружённых Сил и Красноярский край.

### Юниорская карьера
На чемпионате Европы среди юниоров 2001 года в От-Морьенне заняла десятое место в индивидуальной гонке и стала чемпионкой в эстафете в составе сборной России вместе с Татьяной Моисеевой и Юлией Макаровой.
В сезоне 2000/01 принимала участие в гонках юниорского кубка Европы.

### Взрослая карьера
На всемирной зимней Универсиаде 2003 года завоевала бронзовую медаль в индивидуальной гонке.
На чемпионате мира по летнему биатлону на лыжероллерах в 2006 году в Уфе заняла второе место в спринте, уступив Светлане Черноусовой, а в гонке преследования финишировала восьмой.
На чемпионатах России становилась серебряным призёром в 2001 и 2004 годах в командной гонке, бронзовым призёром в 2001 году в эстафете и в 2007 году в смешанной эстафете.
В конце 2000-х годов завершила спортивную карьеру.

## Личная жизнь
Есть сын Ярослав (род. 2009).
Отец, Анатолий Николаевич Борчуков, работал директором Бородинского угольного разреза, в 2010—2015 годах — глава города Бородино.